# Rotarianin (czasopismo)
Rotarianin – dwumiesięcznik poświęcony tematyce społecznej i kulturalnej związanej z działalnością międzynarodowej organizacji charytatywnej Rotary International, czasopismo rotariańskie dystryktu RI 2230 (Białoruś, Polska, Ukraina), wydawane do 2016.

## Profil pisma
Pismo było adresowane do członków Rotary International i osób zainteresowanych działalnością charytatywną i szeroko pojętą tematyką społeczną i kulturalną. Opisywało życie klubów Rotary zrzeszających przedstawicieli różnych zawodów, przedstawiało działalność tej organizacji.
„Rotarianin” był kontynuatorem wydawanych wcześniej czasopism rotariańskich: „Listów Rotariańskich” (1991–1999, red. nacz. Alojzy Leszek Gzella), „Herolda Rotariańskiego” (2000–2002, Józef Herold), „Świata Rotary” (2003–2004, Wojciech Giczkowski) i „Głosu Rotary” (2005–2006, Bohdan Kurowski).
W 2004 Oficyna Wydawnicza Mazur rozpoczęła wydawanie „Rotarianina”, którego pomysłodawcą i założycielem był Maciej K. Mazur, właściciel wydawnictwa; autorką layoutu i szaty graficznej czasopisma była Beata Tomczak. W 2006 nastąpiła fuzja „Głosu Rotary” i „Rotarianina”. Wtedy czasopismo to, wydawane w języku polskim, stało się oficjalnym periodykiem Rotary International w dystrykcie 2230; dlatego na winiecie pisma znajdowało się logo Rotary International. Od 2008 było jednym z 32 czasopism w ramach grupy Rotary World Magazine Press. Powstawało we współpracy z wydawanym w USA miesięcznikiem „The Rotarian”.
„Rotarianin” został uznany przez RWMP za najlepiej wydawane czasopismo rotariańskie na świecie. W latach 2009–2015 dwumiesięcznik posiadał edycję ukraińską pt. „Rotariec”, której redaktorem był Mykola Stabljanko. Objętość pisma ewoluowała od 52 do 80 stron, średni nakład 2000–4500 egz. Rozchodziło się ono wyłącznie w prenumeracie.
Następcą „Rotarianina” jest dwumiesięcznik „Rotary Polska”. 

## Redaktorzy naczelni i rada doradcza „Rotarianina”
Redaktorzy naczelni
Pierwszym redaktorem naczelnym „Rotarianina” był Alojzy Leszek Gzella (2004–2005). W latach 2006–2016 jego pracę kontynuował Janusz Klinowski, zastępcą był Piotr Pajdowski.
Rada doradcza
Członkami rady doradczej w roku rotariańskim 2014/2015 byli: Aleksiej Kożenkin (gubernator dystryktu) – przewodniczący, byli gubernatorzy: Andrzej Ludek, Janusz Potępa, Alojzy Leszek Gzella, Pavlo Kashkadamow, Barbara Pawlisz – gubernator elekt, Krzysztof Kopyciński – gubernator nominat, Maciej K. Mazur (wydawca), Janusz Klinowski (red. naczelny).
Stałe rubryki
- Przesłanie prezydenta
- Z przemyśleń prezesa
- Wydarzenia
- Rotary na świecie
- Rotary w kraju
- Prezentacje
- Fundacja Rotary
- Reportaż
- Publicystyka
- Rotaract
- Podróże
- Rotary w mediach